# Чемпионат СССР по тяжёлой атлетике 1982
57-й чемпионат СССР по тяжёлой атлетике прошёл с 17 по 23 мая 1982 года в Днепропетровске (Украинская ССР). В нём приняли участие 111 атлетов, которые были разделены на 10 весовых категорий и соревновались в двоеборье (рывок и толчок).

## Медалисты
| Категория    | Золото                                           | Золото                 | Серебро                                            | Серебро                | Бронза                                      | Бронза                 |
| До 52 кг     | Александр Сеньшин Вооружённые Силы Ворошиловград | 247,5 кг (105 + 142,5) | Валентин Полонский Вооружённые Силы Москва         | 242,5 кг (105 + 137,5) | Бронислав Рыжик «Авангард» Запорожье        | 237,5 кг (105 + 132,5) |
| До 56 кг     | Оксен Мирзоян «Спартак» Эчмиадзин                | 270 кг (120 + 150)     | Виктор Дучев «Труд» Магнитогорск                   | 257,5 кг (117,5 + 140) | Олег Караяниди Вооружённые Силы Москва      | 257,5 кг (112,5 + 145) |
| До 60 кг     | Николай Захаров «Труд» Кемерово                  | 295 кг (130 + 165)     | Юрий Саркисян «Урожай» Эчмиадзин                   | 292,5 кг (127,5 + 165) | Михаил Гельфанд «Урожай» Днепропетровск     | 282,5 кг (125 + 157,5) |
| До 67,5 кг   | Авсет Авсетов Вооружённые Силы Москва            | 325 кг (145 + 180)     | Александр Сконников Профсоюзы Москва               | 320 кг (142,5 + 177,5) | Владимир Грачёв Вооружённые Силы Калинин    | 315 кг (140 + 175)     |
| До 75 кг     | Владимир Михалёв Вооружённые Силы Могилёв        | 352,5 кг (157,5 + 195) | Александр Айвазян «Зенит» Загорск                  | 352,5 кг (160 + 192,5) | А. Семёнов «Труд» Фергана                   | 350 кг (155 + 195)     |
| До 82,5 кг   | Александр Первий Вооружённые Силы Донецк         | 382,5 кг (167,5 + 215) | Исраил Арсамаков «Динамо» Грозный                  | 372,5 кг (170 + 202,5) | Ришат Гайсин Профсоюзы Кумертау             | 370 кг (165 + 205)     |
| До 90 кг     | Юрий Варданян Вооружённые Силы Ленинакан         | 415 кг (190 + 225)     | Адам Сайдулаев Вооружённые Силы Московская область | 400 кг (180 + 220)     | Виктор Солодов «Труд» Кемерово              | 392,5 кг (175 + 217,5) |
| До 100 кг    | Юрий Захаревич «Динамо» Димитровград             | 430 кг (195 + 235)     | Анзор Алтуев «Спартак» Нальчик                     | 407,5 кг (180 + 227,5) | Василий Кулешов «Буревестник» Фрунзе        | 400 кг (175 + 225)     |
| До 110 кг    | Вячеслав Клоков «Спартак» Одинцово               | 425 кг (190 + 235)     | Валерий Кравчук «Буревестник» Кривой Рог           | 422,5 кг (185 + 237,5) | Сергей Аракелов «Спартак» Краснодар         | 420 кг (187,5 + 232,5) |
| Свыше 110 кг | Анатолий Писаренко «Динамо» Киев                 | 457,5 кг (202,5 + 255) | Александр Гуняшев Профсоюзы Челябинск              | 430 кг (185 + 245)     | Александр Столяров Вооружённые Силы Витебск | 430 кг (190 + 240)     |